# Stephen Allen Benson
Pour les articles homonymes, voir Benson.
 (mai 2025).
La mise en forme du texte ne suit pas les recommandations de Wikipédia : il faut le « wikifier ».
Les points d'amélioration suivants sont les cas les plus fréquents :
- Les titres sont pré-formatés par le logiciel. Ils ne sont ni en capitales, ni en gras.
- Le texte ne doit pas être écrit en capitales (les noms de famille non plus), ni en gras, ni en italique, ni en « petit »…
- Le gras n'est utilisé que pour surligner le titre de l'article dans l'introduction, une seule fois.
- L'italique est rarement utilisé : mots en langue étrangère, titres d'œuvres, noms de bateaux, etc.
- Les citations ne sont pas en italique mais en corps de texte normal. Elles sont entourées par des guillemets français : « et ».
- Les listes à puces sont à éviter, des paragraphes rédigés étant largement préférés. Les tableaux sont à réserver à la présentation de données structurées (résultats, etc.).
- Les appels de note de bas de page (petits chiffres en exposant, introduits par l'outil «  Source ») sont à placer entre la fin de phrase et le point final[comme ça].
- Les liens internes (vers d'autres articles de Wikipédia) sont à choisir avec parcimonie. Créez des liens vers des articles approfondissant le sujet. Les termes génériques sans rapport avec le sujet sont à éviter, ainsi que les répétitions de liens vers un même terme.
- Les liens externes sont à placer uniquement dans une section « Liens externes », à la fin de l'article. Ces liens sont à choisir avec parcimonie suivant les règles définies. Si un lien sert de source à l'article, son insertion dans le texte est à faire par les notes de bas de page.
- La présentation des références doit suivre les conventions bibliographiques. Il est recommandé d'utiliser les modèles {{Ouvrage}}, {{Chapitre}}, {{Article}}, {{Lien web}} et/ou {{Bibliographie}}. Le mode d'édition visuel peut mettre en forme automatiquement les références.
- Insérer une infobox (cadre d'informations à droite) n'est pas obligatoire pour parachever la mise en page.

Pour une aide détaillée, merci de consulter Aide:Wikification.
Si vous pensez que ces points ont été résolus, vous pouvez retirer ce bandeau et améliorer la mise en forme d'un autre article.
Stephen Allen Benson, né le 21 mai 1816 à Cambridge au Maryland et mort le 24 janvier 1865 dans le comté de Grand Bassa au Liberia, est le second président du Liberia de 1856 à 1864.
Benson est le premier président à vivre au Liberia depuis son enfance. Lui et sa famille sont parmi les premiers immigrants américains arrivés en 1822 dans la colonie.

## Premières années
Benson est né à Cambridge, dans le Maryland, aux États-Unis, dans une famille de parents afro-américains nés libres. En 1822, sa famille émigra dans la colonie nouvellement établi, le Liberia, s’y rendant à bord d’un navire intitulé: Brig Strong. Peu de temps après son arrivée en août 1822, des autochtones africains s'emparèrent de la colonie. Benson et ses proches sont détenus captifs pendant quatre mois.
Pendant quatre ans, il est commerçant militaire. Il est également secrétaire privé de Thomas Buchanan, gouverneur américain du Liberia. Benson devient plus tard un homme d'affaires prospère. Il rejoint la milice en 1835 et, en 1842, est délégué au Conseil des colonies. Après l'indépendance du Liberia en 1847, il devient juge. Il est aussi un prédicateur méthodiste.

## Vice-présidence
Le 26 juillet 1847, un groupe de onze délégués déclare l'indépendance du Liberia. Joseph Jenkins Roberts remporte la première élection présidentielle le 5 octobre 1847 et est investi le 3 janvier 1848, avec Nathaniel Brander comme vice-président.
Roberts est réélu trois autres fois pour un total de huit ans.
En 1853, Benson, membre du parti républicain, devient vice-président du président Roberts. Après le départ de ce dernier en 1856, il succède à Roberts à la présidence du Liberia.

## Président du Liberia
Élu président du Liberia lors de l'élection présidentielle de 1855, il succède à Roberts, au pouvoir depuis l'indépendance du pays.

### Relations internationales
Sous sa présidence, Benson obtient la reconnaissance du Liberia auprès de la Belgique en 1858. En 1862, Benson obtient également une reconnaissance diplomatique des États-Unis. La même année, il visite l'Europe et obtient la reconnaissance de l'Italie.
En 1857, Benson organise l'annexion de la république du Maryland. Benson, qui connaissait de nombreuses langues autochtones, recherchait une collaboration avec les tribus, contrairement à la politique antérieure du Liberia, qui mettait l'accent sur la supériorité américano-libérienne et les coutumes occidentales. Malheureusement, cette nouvelle politique est restée largement inexploitée. En 1860, grâce à des traités et à des achats avec des dirigeants africains locaux, le Liberia étend ses frontières à un littoral de 1 000 km.

### Finances
Alors que la loi restrictive réduit les revenus du gouvernement, les dépenses militaires augmentent pour supprimer les nombreuses révoltes et guerres qui aggravent le déficit public. Cela détériore une situation financière déjà précaire. En conséquence, le gouvernement libérien fait face à plusieurs reprises à la faillite financière. L’ensemble de l’économie libérienne se contracte également au cours de ces années, les exportations d’huile de palme aux États-Unis ayant diminué. Cela est dû à la concurrence du secteur de l'huile de baleine et du nouveau secteur de l'huile minérale, encore à ses balbutiements. L'huile de palme était autrefois une source appréciée d'huile légère de lanterne, mais les goûts du marché ont changé. Cela se vérifie également pour certaines exportations de café, car le café arabica remplace les mélanges cultivés et commercialisés localement comme l'arôme de choix des marchés mondiaux après cette période.

## Fin de vie
À la fin de son mandat, Benson se retire dans sa plantation de café dans le comté de Grand Bassa, où il meurt en 1865.
Benson est commémoré au nom scientifique d'une espèce de lézard, Trachylepis bensonii , qui est endémique au Liberia.